# Shangó
Shango – dwunasty album studyjny zespołu Santana wydany w 1982 roku.

## Lista utworów
Opracowano na podstawie materiału źródłowego.
1. „The Nile” (Santana, Ligertwood, Rolie)
2. „Hold On” (Thomas)
3. „Night Hunting Time” (Brady)
4. „Nowhere to Run” (Ballard)
5. „Nueva York” (Santana, Lear, Rekow, Peraza, Ligertwood, Baker, Murgen, Vilato, Rolie)
6. „Oxun (Oshun)” (Santana, Ligertwood, Rolie, Lear, Peraza, Rekow, Vilato)
7. „Body Surfing” (Santana, Ligertwood)
8. „What Does It Take (to Win Your Love)” (Bristol, Bullock, Fuqua)
9. „Let Me Inside” (Santana, Solberg)
10. „Warrior” (Margen, Baker, Ligertwood, Santana)
11. „Shangó” (Rekow, Vilato, Peraza)

## Twórcy
Opracowano na podstawie materiału źródłowego.
- Carlos Santana – wokal, gitara
- Gregg Rolie – instrumenty klawiszowe, śpiew
- Alex Ligertwood – śpiew
- David Margen – gitara basowa
- Graham Lear – perkusja
- Armando Peraza – instrumenty perkusyjne
- Orestes Vilato – instrumenty perkusyjne

## Listy sprzedaży
| Lista           | Kraj              | Pozycja |
| --------------- | ----------------- | ------- |
| Billboard 200   | Stany Zjednoczone | 22      |
| ARIA Charts     | Australia         | 33      |
| UK Albums Chart | Wielka Brytania   | 35      |